# Aetholix flavibasalis
Aetholix flavibasalis is een vlinder uit de familie van de grasmotten (Crambidae). De wetenschappelijke naam van de soort is voor het eerst gepubliceerd in 1854 door Achille Guenée.
De spanwijdte bedraagt ongeveer 2 centimeter.

## Verspreiding
De soort komt voor in Zuidoost-Azië en in het Australaziatisch gebied.

## Waardplanten
De rups leeft op Garcinia mangostana (Clusiaceae) en op Eugenia sp. (Myrtaceae).